# يوتشي تاكاهاشي
يوتشي تاكاهاشي (باليابانية:高橋 陽)، مؤلف ورسام مانغا ياباني، من مواليد 28 يوليو 1960م، يعرف بأنه عمل قصص أسطورة الكابتن تسوباسا الّذي عرض في الدول العربية في سلسلة شهيرة حملت اسم الكابتن ماجد.

## أعماله
أول رجل ياباني يعمل بتأليف قصص الكابتن ماجد ، سواءً من خلال تأليف القصص المصورة أو الكتب المطبوعة أو إنتاج الأفلام الكرتون أو إنتاج ألعاب الفيديو تدور حول قصة الكابتن ماجد.وفي يناير 2024 أعلن تاكاهاشي عن توقف إصدار قصة "المانغا" (الكابتن تسوباسا - كابتن ماجد) وفي بداية إبريل 2024 ستكون الحلقة الأخيرة من المسلسل بعد 43 عام على إطلاق العمل نظراً عازياً ذلك إلى تدهور حالته الصحية.

### القصص المصورة
عمل تاكاهاشي على تأليف القصص المصورة خلال فترة حياته ، وهي :
- 100 M. Jumper  [لغات أخرى]‏
- Ace! (1990–1991, in شونن جمب الأسبوعية)
- كابتن ماجد (1981–1988, in شونن جمب الأسبوعية)
- Captain Tsubasa: All Star Game (one-shot)
- Captain Tsubasa: FCRB (one-shot)
- Captain Tsubasa: Final Countdown (one-shot)
- Captain Tsubasa: GOLDEN–23 (2005- current, يونغ جمب الأسبوعية)
- Captain Tsubasa: Golden Dream (one-shot)
- Captain Tsubasa: I am Taro Misaki (one-shot)
- Captain Tsubasa: Japan Dream 2006 (one-shot)
- Captain Tsubasa: Millennium Dream (one-shot)
- Captain Tsubasa: ROAD TO 2002 (2001–2004, in يونغ جمب الأسبوعية)
- Captain Tsubasa: ROAD TO 2002 - GO FOR 2006 (5 chapters, in يونغ جمب الأسبوعية)
- Captain Tsubasa: Saikyo no teki: Holland Youth (one-shot)
- Captain Tsubasa: Tanpenshuu DREAM FIELD (one-shot)
- Captain Tsubasa: World Youth Saga (1994–1997, in شونن جمب الأسبوعية)
- Chibi (1992–1993, in شونن جمب الأسبوعية)
- Hungry Heart: Wild Striker (2002–2004, in شامبيون شونن الأسبوعية)
- Sho no Densetsu

### مجموعات
- Captain Tsubasa: 3109 Nichi Zenkiroku

### تأليف القصص
- Goalkeeper

## وصلات خارجية
- لقاء مع مبتكر الشخصية الكرتونية كابتن تسوباسا (عرض في الدول العربية تحت اسم كابتن ماجد ) «بطل كرة القدم الذي أسر القلوب حول العالم».
- Ace! Vol.1 at S-Manga.Net
- Captain Tsubasa GOLDEN-23 Vol.1 at S-Manga.Net